# Euscelidia piliensis
Euscelidia piliensis är en tvåvingeart som beskrevs av H. Oldroyd 1972. Euscelidia piliensis ingår i släktet Euscelidia och familjen rovflugor. Inga underarter finns listade i Catalogue of Life.